# Koúklia
Koúklia (grec moderne : Κούκλια) est un village chypriote situé dans le district de Paphos et comptant plus de 892 habitants.